# Saumane-de-Vaucluse
Saumane-de-Vaucluse é uma comuna francesa na região administrativa da Provença-Alpes-Costa Azul, no departamento de Vaucluse. Estende-se por uma área de 20,81 km². Em 2010 a comuna tinha 965 habitantes (densidade: 46,4 hab./km²).